# Spectravideo SVI-738
De Spectravideo SVI-738 X'Press is een door Spectravideo in 1985 op de markt gebrachte MSX1 homecomputer conform de MSX-computerstandaard.

## Technische specificaties
Processor
- Zilog Z80A met een kloksnelheid van 3,56 MHz. (PAL)

Geheugen
- ROM: 32 kB
- RAM: 64 kB (uitbreidbaar tot 256 kB)
- VRAM: 16 kB

Weergave
- VDP Yamaha V9938 (NTSC/PAL)
- tekstmodus: 40 karakters x 24 regels, 80 x 24 (MSX-DOS, CP/M)
- grafisch: resolutie: 512 x 192 beeldpunten
- kleuren: 16 uit 512, of maximaal 256 kleuren in scherm 8
- sprites: 32

Geluid
- PSG General Instrument AY-3-8910
- 3 geluidskanalen, waarvan één ruiskanaal
- 8 octaven

Aansluitingen
- netsnoer
- RF-uitgang
- CVBS (voor aansluiting van een computermonitor)
- datarecorder (cassette)
- parallelle printerpoort
- 2 joysticks
- 1 cartridge-sleuf
- 1 DB-25 diskettestation

## Afbeeldingen

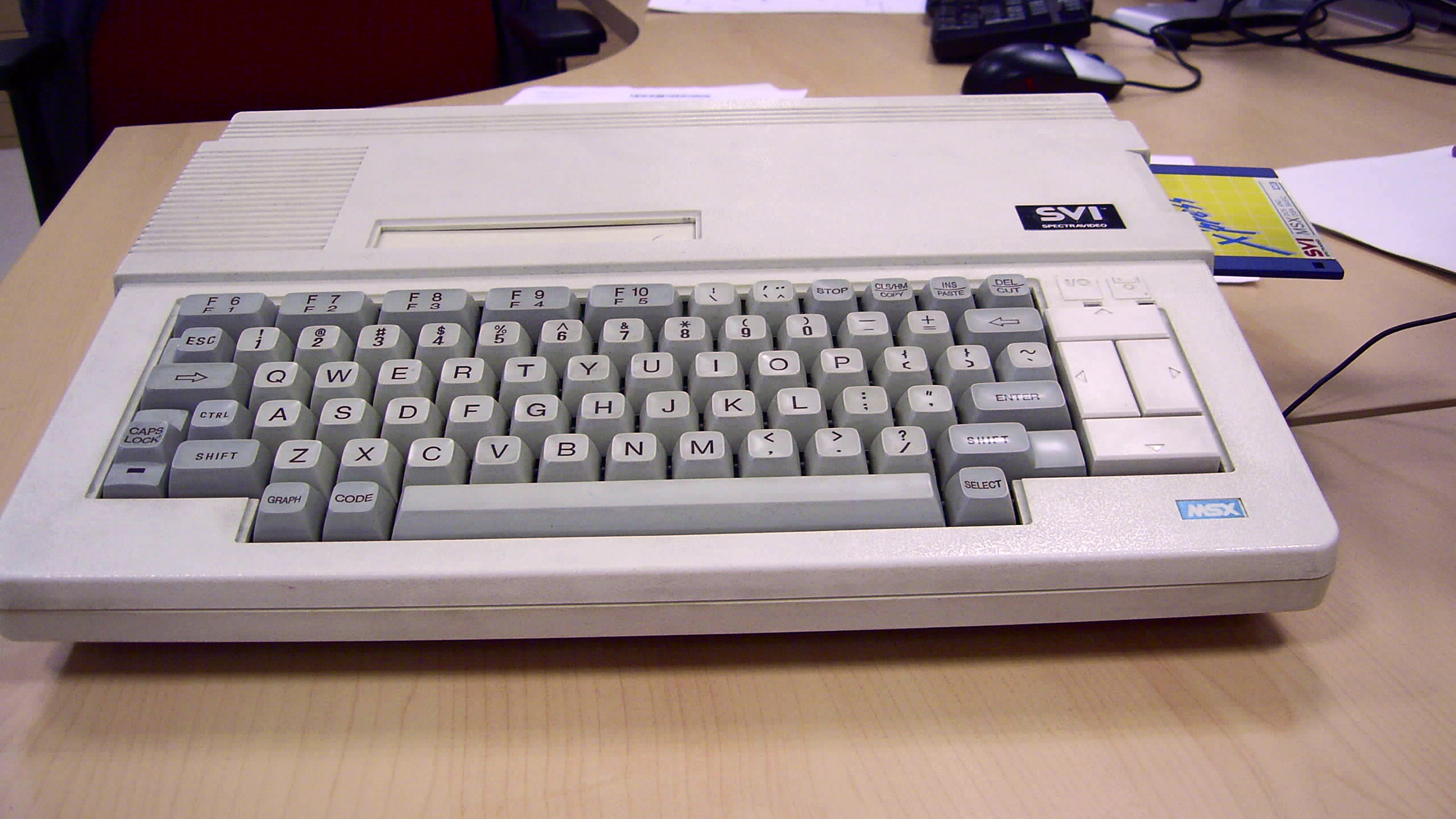
Afbeelding 1
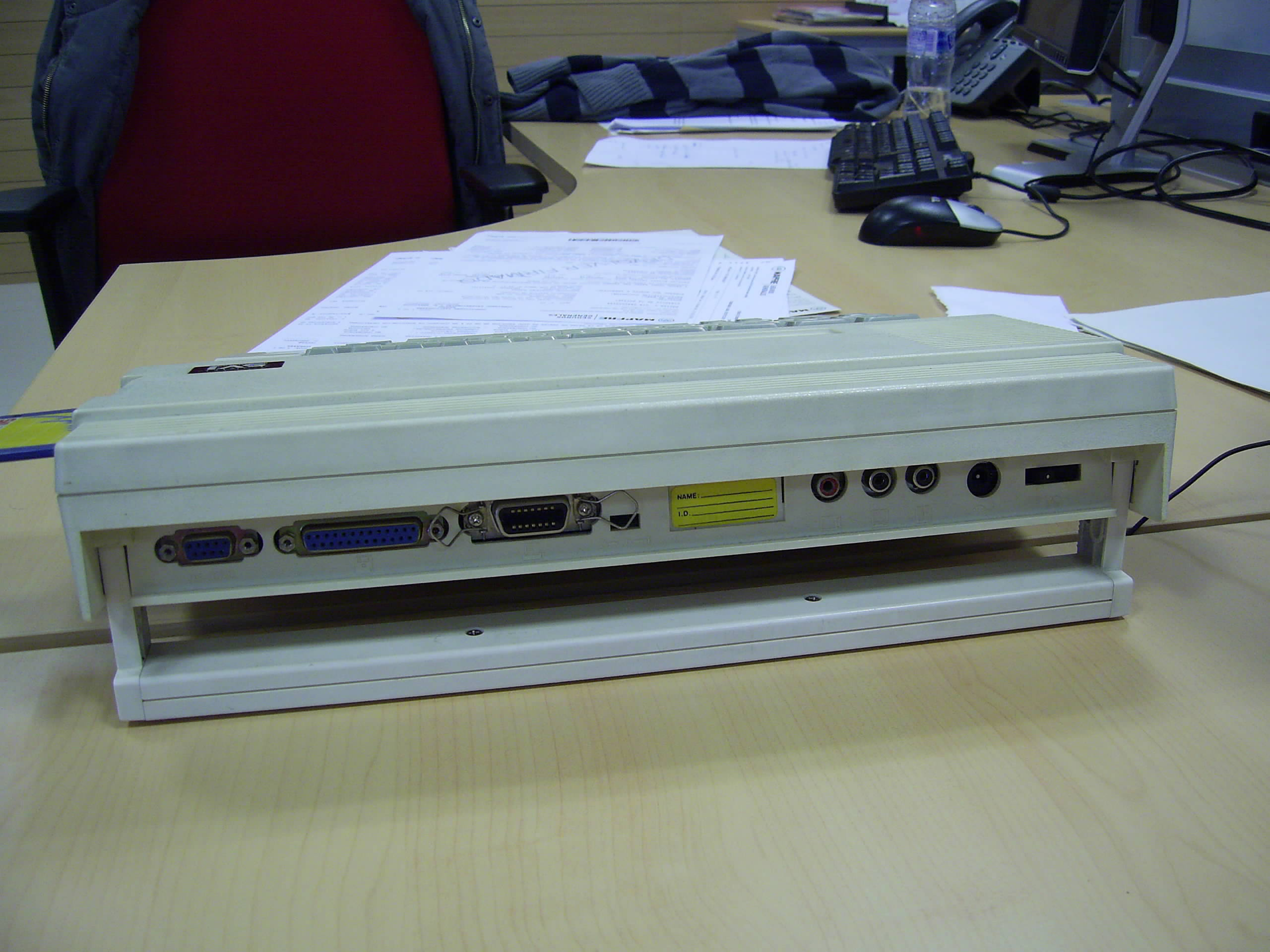
Afbeelding 2
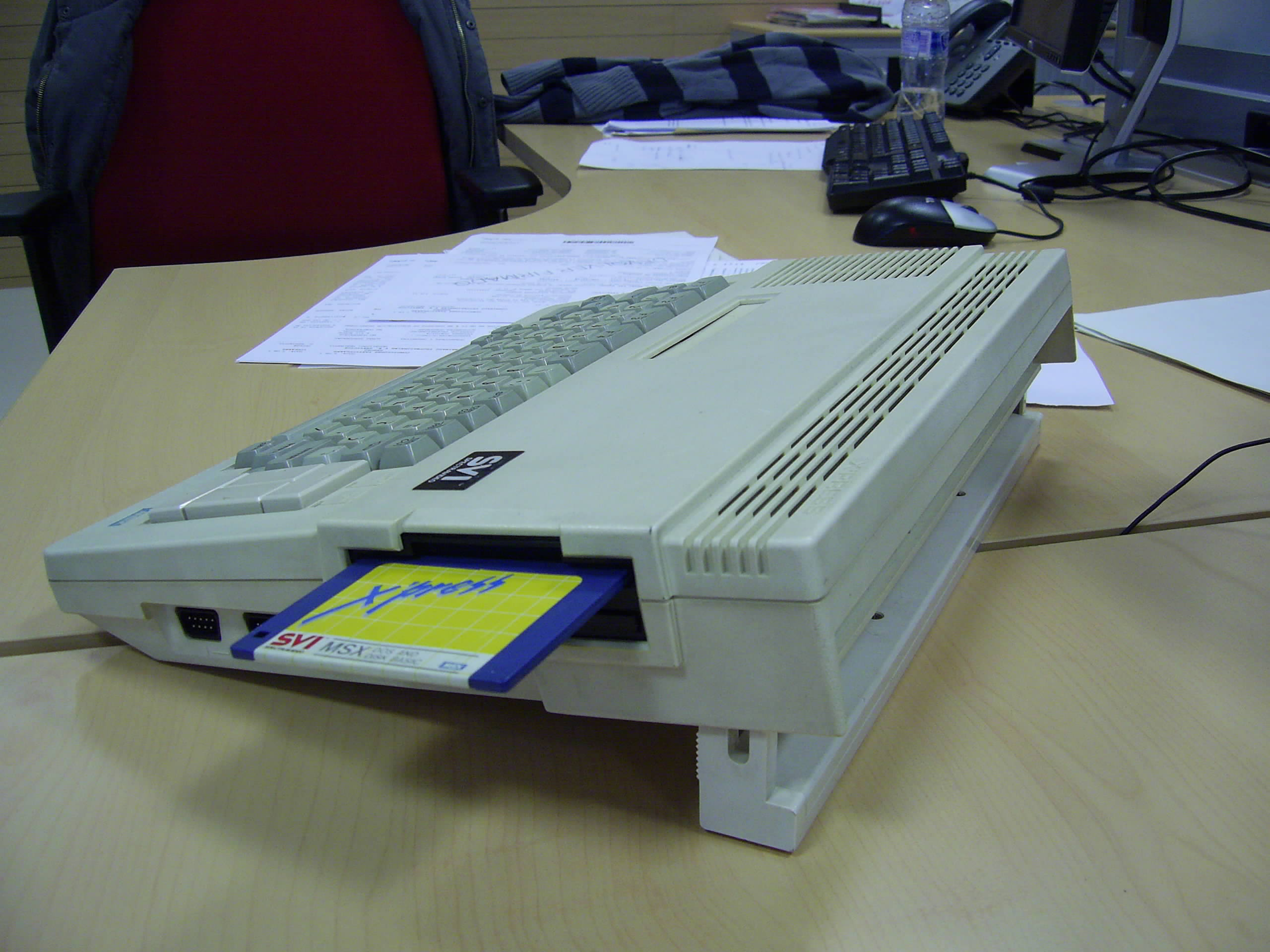
Afbeelding 3
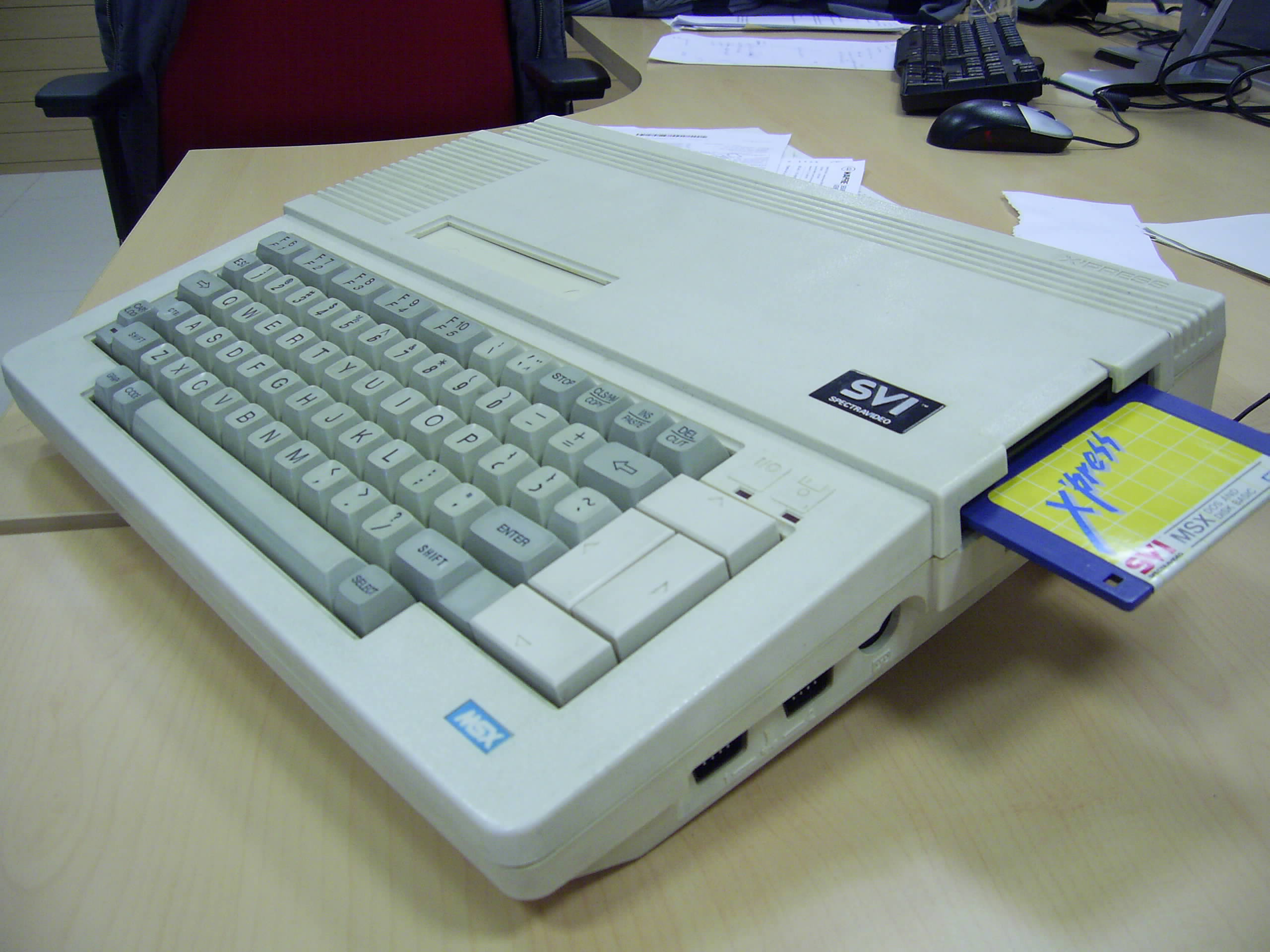
Afbeelding 4
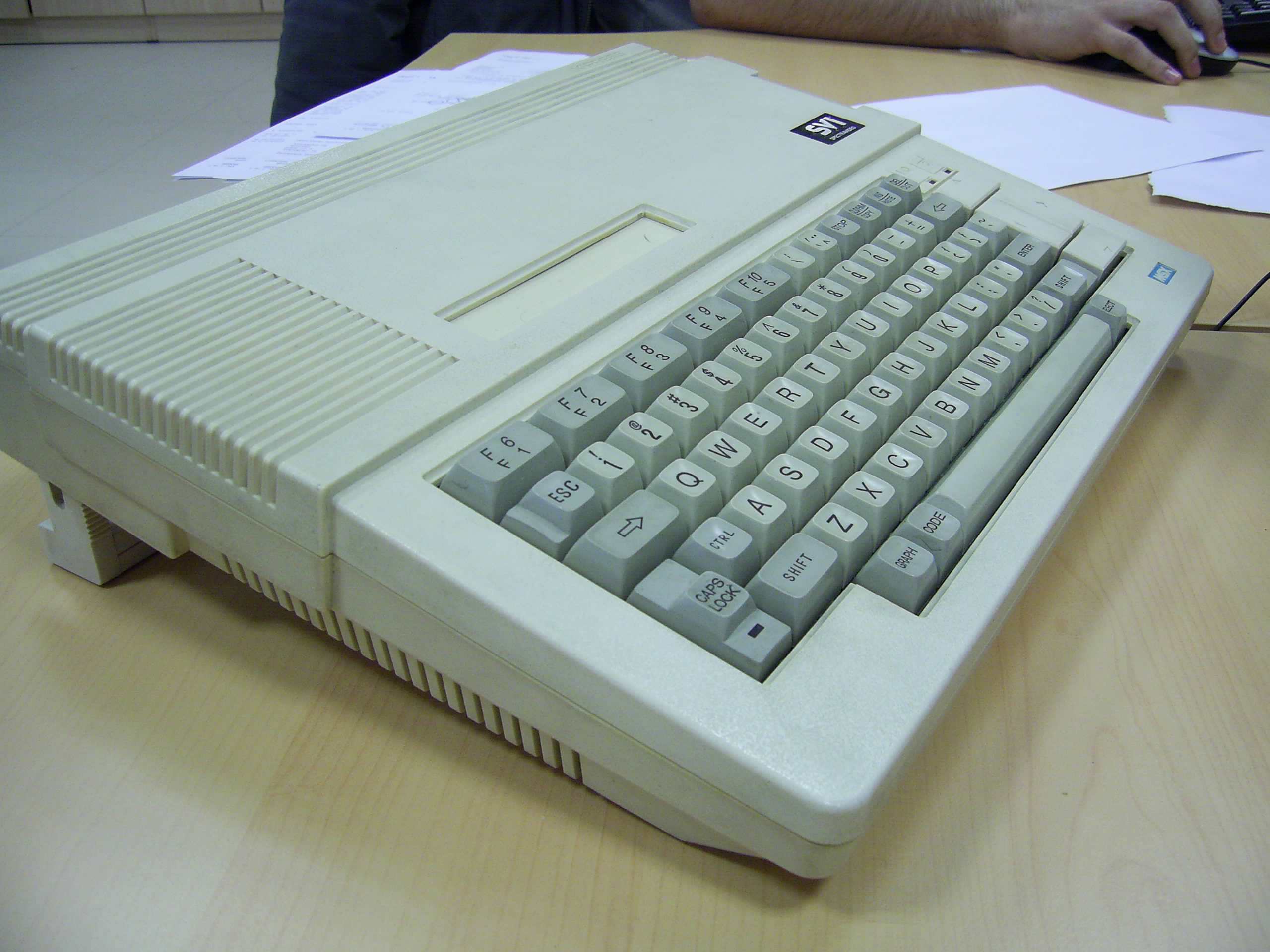
Afbeelding 5